# カナダの先住民寄宿学校

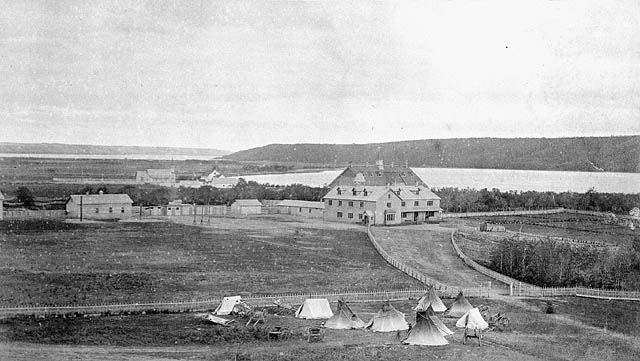
カペル産業学校。親たちは子どもを訪ねるために門の外にキャンプを張った（1885年）

カナダの先住民寄宿学校（カナダのせんじゅうみんきしゅくがっこう、英語：Canadian Indian residential school system）とは、先住民に対する同化政策としてカナダ政府が設置していた寄宿学校制度である。政府が資金を提供し、キリスト教会（カトリック教会、聖公会、メソジスト、合同教会、長老派）によって運営された。先住民の子どもたちを固有の文化や宗教の影響から隔離し、カナダにおける白人社会の支配的な文化に半ば強制的に同化させることを目的とし、実質的な民族浄化政策を青少年を対象とする教育システムとして取り込み、合法的制度として機能した。この制度は100年以上継続し、この間に約15万人の子どもたちが収容された。1930年代初頭に80校、17000人を超える登録生徒数でピークを迎えた。同学校に関連した子どもたちの死亡者数は記録が不完全なため不明であるが、3,200人以上、あるいは6,000人以上とする推定があり、その多くが、死因も、埋葬された場所も、不明なままである。このことが、現在、“ジェノサイド”として扱われる所以でもある。
寄宿学校制度は、先住民の子どもたちを、甘言、詐言、ときに剥き出しの暴力によって、家族から引き離し、「学校」に収容した上で、祖先の言葉を奪って英語教育を強制した。生徒たちは、事実上、隔離下、監視下に置かれ、厳しい懲罰を受けることもあり、さらに、家族との面会の自由を奪われ、自由意思による「中途退学」も許されず（そのような手続きもなく、逃亡、脱獄の扱いになった。）、多くの生徒が身体的、精神的、性的虐待を受けるなどして、多大な被害をもたらした。また、子どもたちは、白人社会に「同化した」市民（“自由民”）として強制的に“市民権”を与えられ、先住民としての法的、文化的、歴史的なアイデンティティーが失われた。生徒たちは、家族や、コミュニティの文化から切り離され、英語やフランス語を話すことを強制され、白人社会、すなわち「文明社会」に適応可能な「文明人」となるよう教化され、“矯正”された。このことは、子どもたちが生来所属していた先住民としての歴史、生活スタイル、文化、アイデンティティを根底から否定することを必然的に伴っていたため、生徒たちは、先住民のコミュニティに戻れたとしても、一方では「白人化」の影響によってコミュニティに溶け込みにくくなって軋轢や葛藤を生み出すことがあり、他方では、カナダの主流社会（白人社会）から、依然として人種差別的な扱いを受け続けており、自由で対等な「文明」的市民生活を享受することもなかった。
加えて、この学校システムは、一方では、白人社会に適応的に生活できるように「同化」するという教育理念を掲げながらも、他方では、第2次大戦後の１９５１年に至るまで、生徒たちを白人から分離した教育環境に置いており、実に、（白人社会への）「同化」政策を緩和したことによって、（白人の子どもがいる）州・準州の公立学校への入学が促されるという有様であった。すなわち、理念と運営実態とが、当初から根本的に矛盾していた。
結果的に、この教育システムは、先住民の習慣、信仰、歴史、文化、アイデンティティが世代を超えて伝播されることを阻害する制度的装置として機能した。今日においても、先住民のコミュニティにおいて、心的外傷後ストレス障害（PTSD）、アルコール中毒、薬物乱用、自殺、世代間トラウマという形で深い影を落としている。
この苛烈な同化制度が活発化したのは、1876年にアレクサンダー・マッケンジー首相の下でインディアン法が成立してからである。続くジョン・A・マクドナルド首相の時代に、政府と教会組織が連携する米国式の寄宿学校制度を採用した。1894年、マッケンジー・ボーウェル首相のもとでインディアン法が改められ、ファースト・ネーションの子供たちは全日制学校、産業学校、または寄宿学校への出席が義務となったが、コミュニティの多くが遠隔地にあるため、場所によっては寄宿学校が唯一の選択肢となった。
1980年代後半から1990年代前半にかけて、寄宿学校制度に関与した各宗教団体が謝罪を表明した。2008年6月11日には、スティーヴン・ハーパー首相がカナダ政府を代表して初めて公式に謝罪を表明した。カナダ真実和解委員会（Truth and Reconciliation Commission of Canada、TRC）の報告書は、この寄宿学校制度が文化的ジェノサイドに相当すると結論づけた。2021年、かつての寄宿学校の敷地内で多数の墓が発見され、調査が行われている。
2023年、「カナダの先住民寄宿学校を通じたカナダ先住民族の子供たちへの強制同化政策」は世界の記憶に登録された。

## 背景
先住民を同化させようとする試みは、ヨーロッパの世界観と文化的慣習を中心とする帝国主義・植民地主義、および発見の教義に基づく土地所有権の概念に根ざしたものであった。真実和解委員会の最終報告書は「植民地化を行う側の根底には、自主的な文明化が望めない野蛮な人々に文明をもたらした、という人種的・文化的優越感の信念があった」と述べている。
真実和解委員会は、連邦政府が寄宿学校の設立を決定した背景として、次の3つの理由を挙げている。
- 先住民族の人々に市場経済に参加するためのスキルを提供する。
- 教育を受けた生徒が身分を捨て、保護区や家族に戻らないことを期待し、政治的同化をさらに進める。
- 学校は「文化的、精神的変化のエンジン」であり、「『野蛮人』がキリスト教の『白人』として出現する」ものであった[29]。

この3つに加え、委員会は国家安全保障の要素も述べ、インディアン問題委員会の委員であったアンセル・マクレの言葉を引用している。「部族や種族が、その構成員が完全に政府の管理下にある子供たちを持つ政府に対して深刻な問題を起こすとは考えられない」。
　すなわち、子どもたちは、実質上、白人政府による合法的な「人質」になることを当初から期待されていたのであり、このことが、生徒たちに自主退学の権利を認めず、家族と自由に会うことさえ阻んで軟禁状態に置き、生徒たちが死亡しても行政や警察等への正式な報告をすることなく、記録さえ残さずに、遺体をどこかに埋めてしまったり、苛烈な暴力的手段によって制裁を加えたり、悪質な人体実験を無数に行ったりして、「学校」が捕虜収容所や刑務所のように営まれる実態をもたらしたと言える。また、このことが、白人の「文明」社会へ適応的な人間を育てるとしながらも、寄宿学校の医療・福祉・衛生・栄養などの環境が（白人生徒が通う標準的な）公立学校に比して格段に劣悪であったこと、教育内容も同公立学校と大きく異なり、教育レベルも小学校中学年レベルに留まっていたこと、刑務所さながら、幼い児童にまで過酷極まる強制労働を課していたこと、そして何よりも、理念としては、市場社会に適応可能な生活スキルを提供する等を謳いながらも、「大人」には決して教育訓練の機会を与えることがなく、幼少の子どもばかりを狙って、ときに拐取、監禁などの手段を用いてまで集め、強制収容していた事実を説明している。

## 歴史

### 初期の試み
同化の試みは、フランス人宣教師がヌーベルフランスに到着した17世紀に始まった。レコレ派、イエズス会、ウルスリン会などの会派が昼間学校や寄宿学校を設立したが、子供を長期間預けることを望まない先住民のコミュニティは抵抗し、1690年代には大部分が放棄された。植民地時代の政治的不安定さも教育プログラムの中止の一因となった。以降、先住民への教育プログラムは、国家事業として導入されるまで広く試みられることはなかった。

### 1800年代前半の動き
1815年に終結した米英戦争の結果、アメリカ軍からの侵略の脅威がほぼなくなったため、入植者にとって戦時の同盟者であった先住民たちは打って変わって永住の障壁とみなされるようになった。また、戦前に先住民コミュニティとの交流を担っていた軍関係者は彼らの習慣や生活様式をよく理解し好意的であったが、戦後は自分たちの植民地での永住に関心を持つ民間人代表者が担当するようになった。これらのことが、1800年代初期に寄宿学校への関心が再び高まった要因として指摘されている。

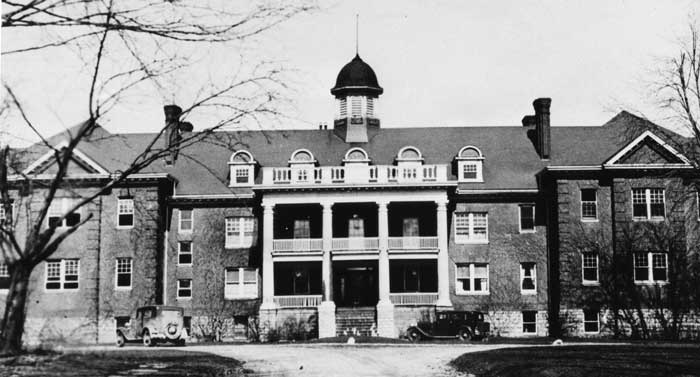
モホーク寄宿学校

1820年代、プロテスタント、カトリック、聖公会、メソジストによる教会学校が運営されていた。
1834年、モホーク寄宿学校がオンタリオ州ブラントフォード近郊のグランド川シックス・ネーションズ居留地に開校した。これは継続運営された寄宿学校としてカナダ最古のものである。1831年に男子用の全日制学校「機械工養成所」として開校したが、1834年に女子生徒の入学を開始し寄宿学校となった。聖公会が運営母体であった。1970年まで運営が続けられた。
1842年から44年にかけてカナダ総督チャールズ・バゴがまとめた『カナダにおける先住民の問題に関する報告書』は、昼間学校が先住民の子どもをその親から引き離すことができなかったことへの対策として寄宿学校を推し進める内容であり、以後の寄宿学校制度に関する基礎的資料となった。西インド諸島の寄宿学校に感銘を受けた第8代エルギン伯爵ジェイムズ・ブルースと、当時アッパー・カナダ教育総監であったエジャートン・ライアーソンが支持した。
1847年5月26日、ライアーソンは先住民問題監督官補に宛てた手紙の中で、先住民を文明化するためには宗教面での指導が必要であると主張し、先住民の生徒を英語だけのシステムで農業に重点を置いて教育することを明示的に推奨した。ライアーソンのこの提言は、その後の寄宿学校システムの方向性に影響を与えた。

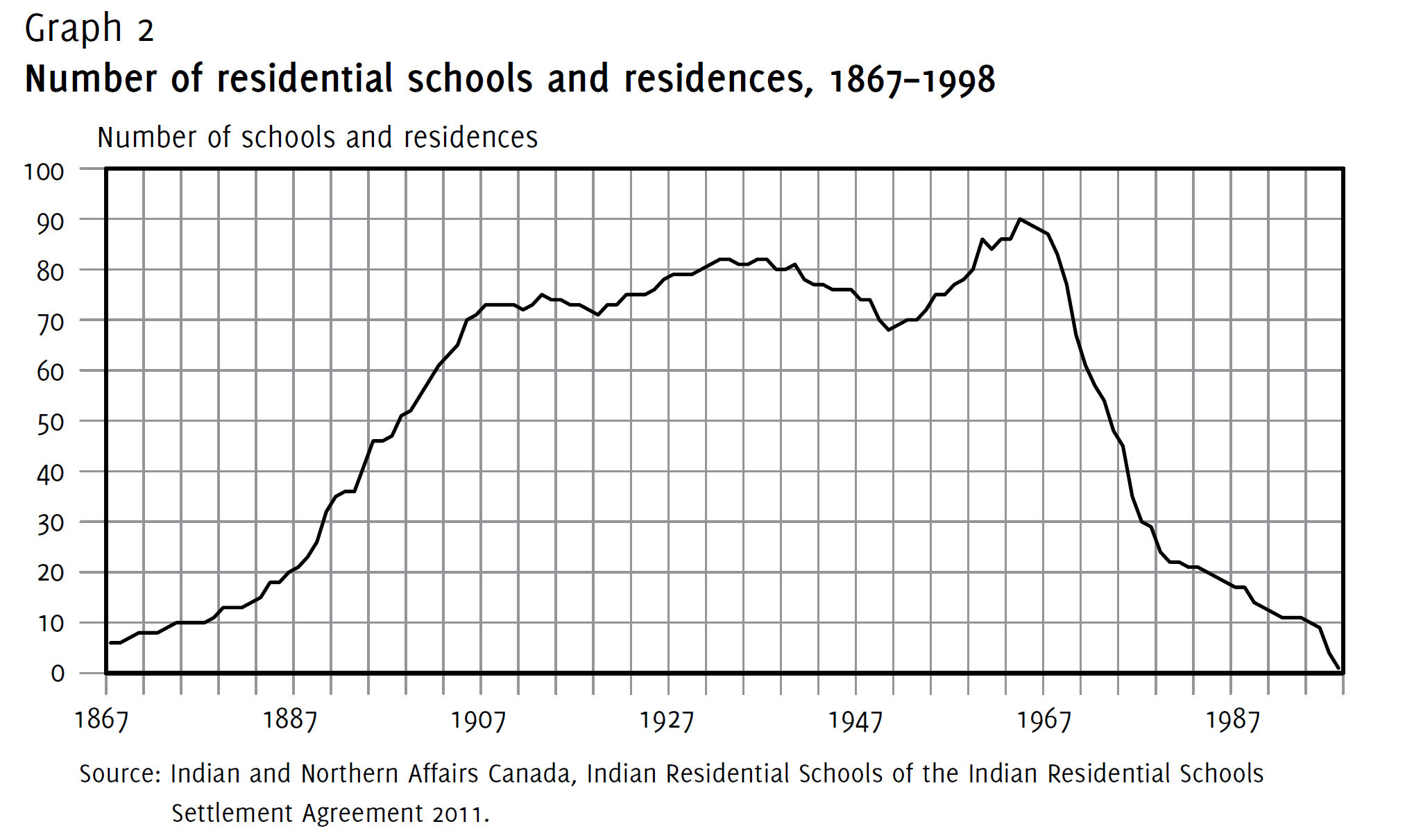
1867–1998年における寄宿学校数の推移

### 1800年代後半：政府の関与、規模の拡大
先住民の同化政策として、1857年に漸進的文明化法、1869年に漸進的自由土地保有権付与法が制定された。これらもまた、欧州の方法が本質的に優れているという父権的な立場に基づくものであり、1876年のインディアン法の基礎となった。
1800年代後半、カナダ政府は先住民をカナダ社会に統合するため、寄宿学校を公式に奨励するようになった。この制度は没入プログラムとして設計され、多くの学校で先住民の子供たちは自分たちの言語を話すことや自分たちの信仰を実践することを禁止され、違反時には罰せられた。
1867年、英領北アメリカ法が制定された。カナダ自治領における教育は各州政府の管轄とされたが、先住民族とその条約は連邦政府の管轄となった。いくつかの条約の条件として、連邦政府は先住民の教育に資金を提供することとなった。
1876年、インディアン法（「先住民に関する法律を改定し統合するための法律」）が採択された。先住民保護区における統治、土地利用、医療、教育などをカバーする、非常に幅広い範囲に及ぶものであった。真実和解委員会が説明するように、この法律は先住民を国家の被後見人とし、その地位に甘んじない限り州や連邦の選挙で投票したり職に就くことができず、精神的にも文化的にも自由を厳しく制限した。

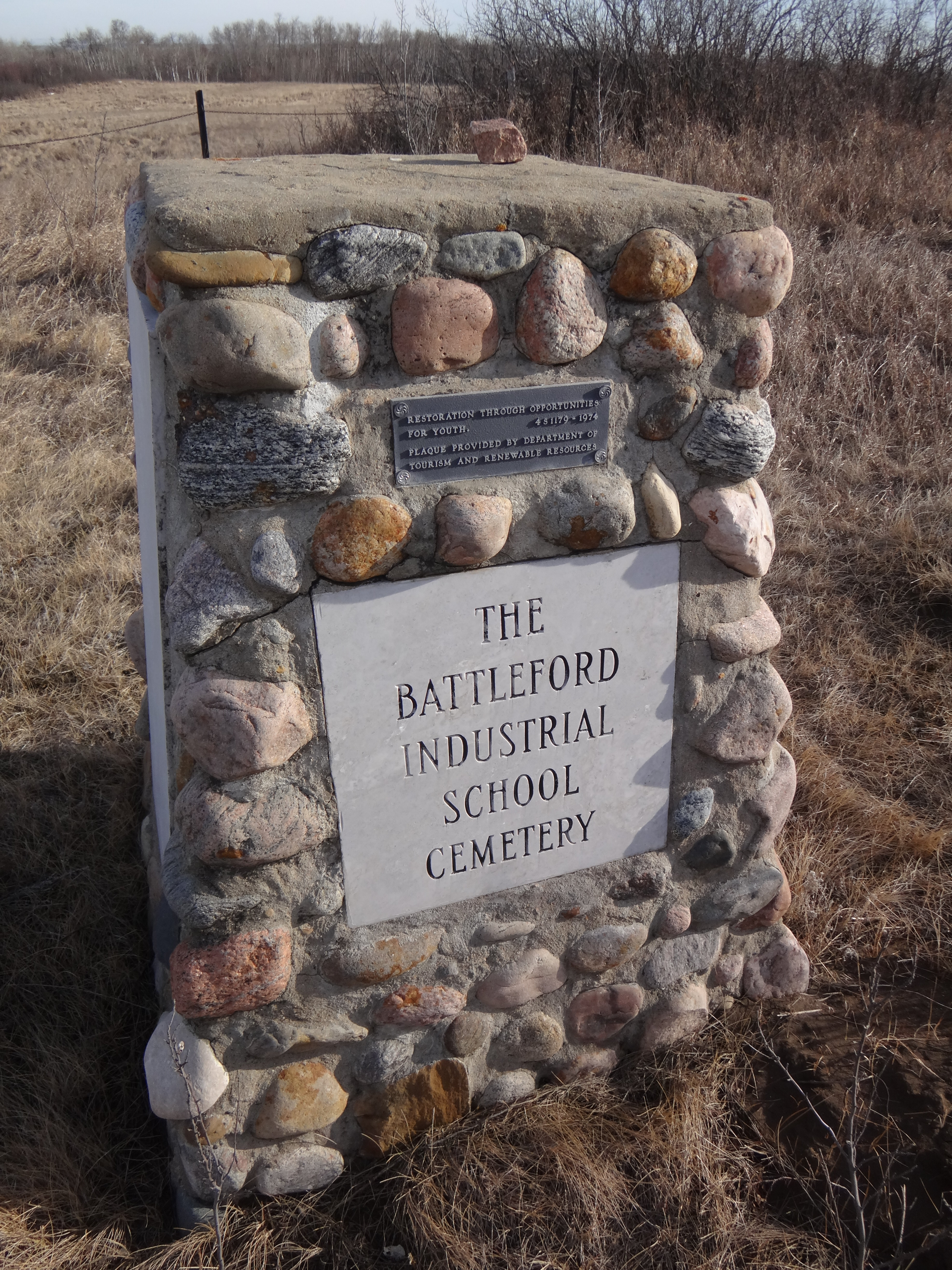
バトルフォード産業学校に建てられたケルン。1974年の夏、合計72の墓が発掘された後、1975年に設置された

1879年1月、首相ジョン・A・マクドナルドは、政治家ニコラス・フラッド・ダヴィンにアメリカの寄宿学校制度に関する報告書の執筆を要請した。1879年3月14日、「先住民と混血児のための寄宿学校に関する報告」が提出された。現在ではダヴィン報告として知られているこの報告の中でダヴィンは、カナダ政府と教会が協力して、アメリカ大統領ユリシーズ・グラントが追求した同化をカナダも実行することを主張した。報告書は、先住民を同化させる最善の方法は、まず子どもたちを家族から遠ざけ寄宿学校に収容することであると結論付けた。カトリック教会の司教ヴィタル＝ジャスティン・グランディンは、大人を文明化できる可能性は低いが、先住民の子どもに関しては希望があるとしてダヴィンの調査結果を支持した。彼は公共事業大臣への手紙の中で、最善の方法は子供たちに「親とは異なる生活を送らせ、先祖の習慣、習慣、言語を忘れさせる」ことであると説明した。
1883年、議会は3つの産業学校のために43,000ドルを承認し、同年12月1日、政府が設立した最初の寄宿学校バトルフォード産業学校が開校した。1900年までに61校が運営された。寄宿学校の多くは政府が出資し、運営はさまざまな教派の教会にゆだねられていた。1867年から1939年の間で年間に運営された学校の数は1931年の80校がピークであったが、そのうち44校は16のカトリック教区と約30のカトリック共同体、21校はイングランド教会・カナダ聖公会、13校はカナダ合同教会、2校は長老派によって運営されていた。連邦政府が施設とメンテナンスを提供し、教会が教師と独自の授業計画を提供するという形態は、経済的利点のため採用されていた。その結果、教会が運営する学校の数は、一般社会での存在感を反映するというよりもむしろ宣教活動の遺産としての性格を帯びるようになった。

### 運営の行き詰まりと寄宿学校の義務化

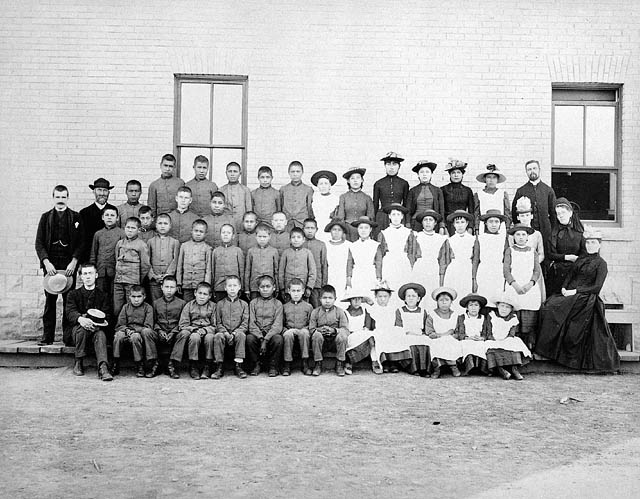
セントポールズ産業学校（マニトバ州ミドルチャーチ、1901年）

先住民の子どもたちの親や家族は、寄宿学校制度に抵抗し続けていた。子供たちを寄宿学校に行かせず、確保に動く政府職員から子供たちを隠すこともあった。親たちは子供たちが通いやすいように、デイスクールを町の中心部に増やし、資金を投入するよう主張していた。また学校での教育内容、食事、衣類の質の改善を繰り返し求めた。親たちは学校で虐待が行われていると主張し回答を要求したが、政府は子どもを家に置いておきたい親たちの策略としてしばしば無視した。
1894年、連邦政府は初めて、寄宿学校への出席に関する規則を設けた。インディアン法の改定により、全日制学校への出席が義務化された。寄宿学校への出席は任意であったが、6歳から16歳の先住民の子どもについて、インディアン捜査官や治安判事が「適切に世話や教育を受けておらず、親や保護者がその子供の教育に不適」と考えた場合、産業学校や寄宿学校への就学を命令できるようになった。このような規定の導入は、宣教師代表からの圧力の結果であった。資金確保のために入学生徒数を確保する必要があったが、劣悪な学校環境のため新しい生徒を集めるのに苦労していたのである。
1920年、インディアン法が改定され、政府は先住民の子供たちを強制的に寄宿学校に通わせることができるようになった。この時点では全日制学校に通う生徒のほうが多かったが、1944–45年度には学齢期の子ども28,429人のうち寄宿学校に8,865人、全日制学校には7,573人の生徒がいたと報告されている。

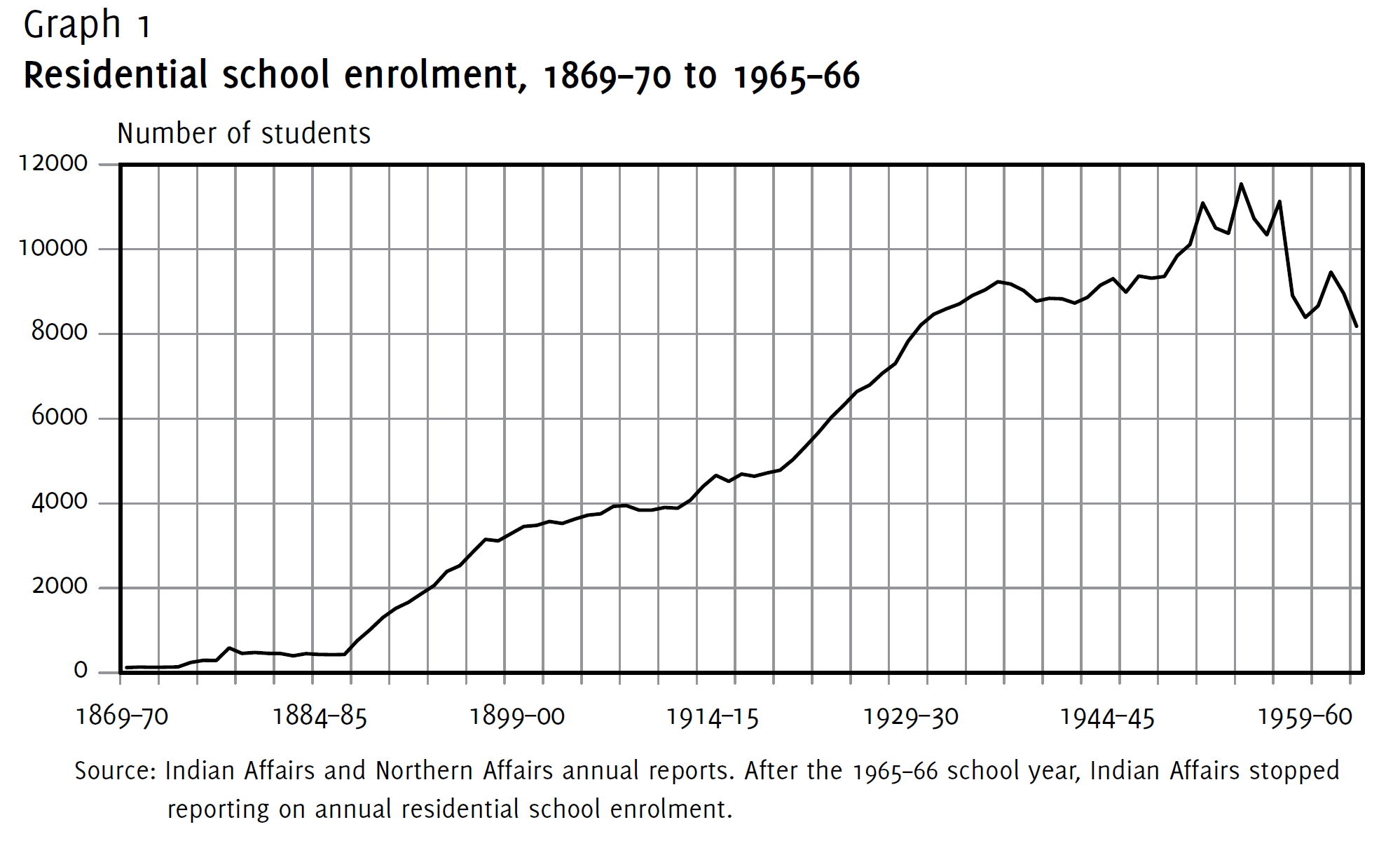
1869–1960年の寄宿学校に収容されていた生徒数の推移

1930年代、政府関係者は、寄宿学校制度が財政的に維持できず、先住民の子どもたちを訓練してヨーロッパ系カナダ人の社会に同化させるという当初の目標が達成できないことを認識し始めた。先住民局福祉訓練担当のロバート・ホーイは、1936年に「すでに建っている学校を適切な状態に維持するための資金が不足している中で、教育機関特に寄宿学校を建設することは、非常に不健全で正当化できない」と指摘し、新しい学校の拡張に反対した。彼は先住民の子どもたちを教育する方法として全日制学校の拡充を提案したが、連合教会、英国国教会、オブレート会から抵抗された。これらの教会は、制度の失敗の解決策は再構築ではなく強化であると信じていた。
1947年の特別合同委員会の報告書とその後のインディアン法の改定を受け、1948年に強制出席が終了した。しかし政府関係者は依然として生徒の出席に影響を与えることが可能であった。1945年に導入された家族手当法の受給権を得るためには、先住民の子どもたちは寄宿学校に入る必要があった。
1951年のインディアン法の改定により、連邦政府が州・準州政府および教育委員会と協定を結んで先住民生徒を州の公立学校へ通わせることができるようになった。この変更は、政府が寄宿学校における同化主導の教育から、先住民の生徒の公立学校への統合へと政策を転換したことを意味した。1955年にインディアン局が運営する全日制学校に通う先住民の生徒数は17,947人へと増加した。

### 児童福祉の行き過ぎ、1960年代の連れ去り
教育的同化から統合への政策転換にもかかわらず、1950年代以降、大勢の先住民の子どもたちが家庭や地域から連れ去られ、先住民以外の里親や養親、寄宿学校に預けられた。これは、1951年にインディアン法第88条が追加され、保護区に住む先住民に対して連邦法で未整備の部分について州法を適用することができるようになったためである。先住民の児童福祉の監視がその一つであった。州の職員はヨーロッパの価値観に基づいて先住民の子どもの福祉を評価したため、例えば干し肉、魚、ベリーといった伝統的な食事では不十分であり、子どもを保護する根拠とみなした 。両親やコミュニティの長老の同意なしに連れ去られることも多く、子どもたちは国が運営する児童福祉施設に入れられ、あるいはカナダやアメリカの主に非先住民の家庭で養育された。
1951年当時、ブリティッシュコロンビア州で州の管理下となった先住民の子どもは29人であったが、1964年にはその数が1,466人となった。州の管理下となった子どものうち先住民の割合は全体の1パーセントに過ぎなかったが、34パーセント強を占めるようになった。カナダ当局のデータに基づく推定によれば、1977年には約15,500人の先住民の子どもたちが児童福祉当局の管理下に置かれていた。先住民の子どもたちは子どもの全人口の5％未満であるにもかかわらず、州の管理下で暮らすカナダのすべての子どもの20%を占めていた。1996年の政府の調査では、1960年から1990年の間に11,132人の子供が養子に出されたと推定されたが、実際の数は20,000人にも及ぶとの報告がある。
この時期の連れ去りは、のちに1983年のレポート『Native Children and the Child Welfare System』の著者パトリック・ジョンストンによって「シックスティーズ・スクープ」と名付けられた。「スクープ」とは、ブリティッシュコロンビア州のソーシャルワーカーが、「60年代半ば、保留地で生まれたばかりの子どもを、ほとんどすべて母親から『すくい上げる』ことが一般的だった」と語った言葉に由来する。

### 終焉
1950年代以降、連邦政府はカナダ南部で統合政策を進め、先住民の子供たちの一部は、特に高学年では州の学校に通うようになった。また北部では、寄宿学校とデイスクールのシステムを運営した。1960年までに、公立学校に通う生徒の数（9,479人）は、寄宿学校に住む生徒の数（9,471人）を上回った。
1960年代、アルバータ州のサドルレイク・クリー族の保留地でブルー・クイルズ寄宿学校に関する大きな対立が生じた。状況の悪化は数年にわたって続き、1969年、保護者たちはブルー・クイルズ寄宿学校の透明性の欠如に抗議した。これを受けて政府は、学校を閉鎖し建物を住居に変え5キロ離れたアルバータ州セントポールの公立学校に生徒を入学させる方針を決定した。この経緯について真実和解委員会の報告書は、「親たちは、自分たちの子どもがセントポールで人種差別にあうことを恐れ、学校を学校と住居の両方を運営する民間団体に移管することを望んだ。連邦政府は、ファースト・ネーションの組織を州の学校部門として構成するのであれば、移管に前向きであった。しかし、先住民は、先住民の教育を州当局に移管することは条約の権利の侵害であるとして、これを拒否した」と報告している。
1970年夏、サドルレイク・クリー族のメンバーが寄宿学校を占拠し、自分たちで運営する権利を要求した。7月14日から31日までの17日間の座り込みに1000人以上が参加した。彼らの努力により、ブルー・クイルズはカナダで最初の先住民が運営する学校となり、その後もブルー・クイルズ大学として先住民による運営が続けられている。ブルー・クイルズの成功を受けて、インディアン同胞団（現・ファースト・ネーション・アセンブリ）は1972年に「Indian Control of Indian Education」という文書を発表した。この中で、先住民に認められていた特別なプログラムや配慮をすべて廃止するカナダ政府の1969年の白書に一部反論した。この文書は、先住民族コミュニティが自分たちの子どもたちの教育方法を自ら決定する権利を強調し、以後の教育政策の参考資料となった。
他の寄宿学校では、先住民の子どもたちのために独立して運営されるコミュニティ・スクールに転換したところは限られている。サスカチュワン州レブレにあるホワイトカーフ・カレッジは、1884年から1969年までオブレート会が運営していたが、1973年から1998年に閉鎖されるまでスターブランケット・クリー族が運営していた。1929年から1971年までは英国国教会が運営し、1969年に連邦政府が引き継いだオールドサン寄宿学校は、1971年から1978年まではマウントロイヤル大学のキャンパスとして成人教育に転用され、その時点でシクシカ族が運営を引き継いだ。1988年、アルバータ州議会でオールドサン・カレッジ法が可決され、オールドサン・コミュニティカレッジがファースト・ネーションズ・カレッジとして承認された。現在もアルバータのシクシカ族によって運営されている。
先住民の子供たちの州学校への統合と寄宿学校の閉鎖には何十年もかかり、連邦政府が資金提供する最後の寄宿学校として、1997年にランキン・インレットが閉鎖された。
ニューブランズウィック州とプリンスエドワード島を除くカナダのすべての州と準州で寄宿学校が運営されていた。1930年代初頭に80校、17,000人を超える登録生徒数でピークを迎え、制度の存続期間中に約15万人の子どもたちが寄宿学校に収容された。

## 子どもたちの扱い

### 厳しい規律・恣意的な暴力的制裁・性的虐待の日常化と隠蔽
寄宿学校では、子供たちは厳しい規則を順守しなければならなかった。規則は明文化されていたわけではなくその都度変更された。時間を守ること、監督者の命令には何の疑問も持たずに従うこと、食事中に食べ物をこぼさないこと、食事の前後に手を洗うこと、学校スタッフをファーザー、シスターと呼ぶこと、沈黙の時間には話をしないこと、その他にも多くの規則があった。規則を破れば学校職員は棒や紐、定規などで鞭打つ、蹴る、叩くなどの体罰で制裁したが、罰は恣意的で予測不可能だった。逃亡は特に厳しく罰せられ、暗い押入れやボイラー室、学校の廃墟などに何時間も隔離された。激しい体罰から幼い子供を助けようとした職員が解雇された事例もあった。教師や管理者から性的・身体的暴行を受けるなど、さまざまな虐待を受けることもあった。孤立した脆弱な立場の子どもたちは、ホームシック、飢え、孤独、恐怖を感じていたが、子どもたちの精神的なサポートは欠落していた。一部の学校職員の虐待行為は通常隠蔽され、日常的な身体的・性的虐待の余地を与えていた。

### 宗教と文化強制
生徒同士や教室の外でさえも先住民の言語を話すことを抑制、禁止され、英語やフランス語の使用を余儀なくされた。キリスト教以外の信仰を実践したことで身体的な暴力を受けることもあった。先住民文化の要素の強制的な根絶に加えて、寄宿学校は女子生徒の家庭化、男子生徒の軍事化など、当時イギリスやカナダの社会で一般的で国家機関にとって有用な家父長的二項対立の訓練を生徒に施した。

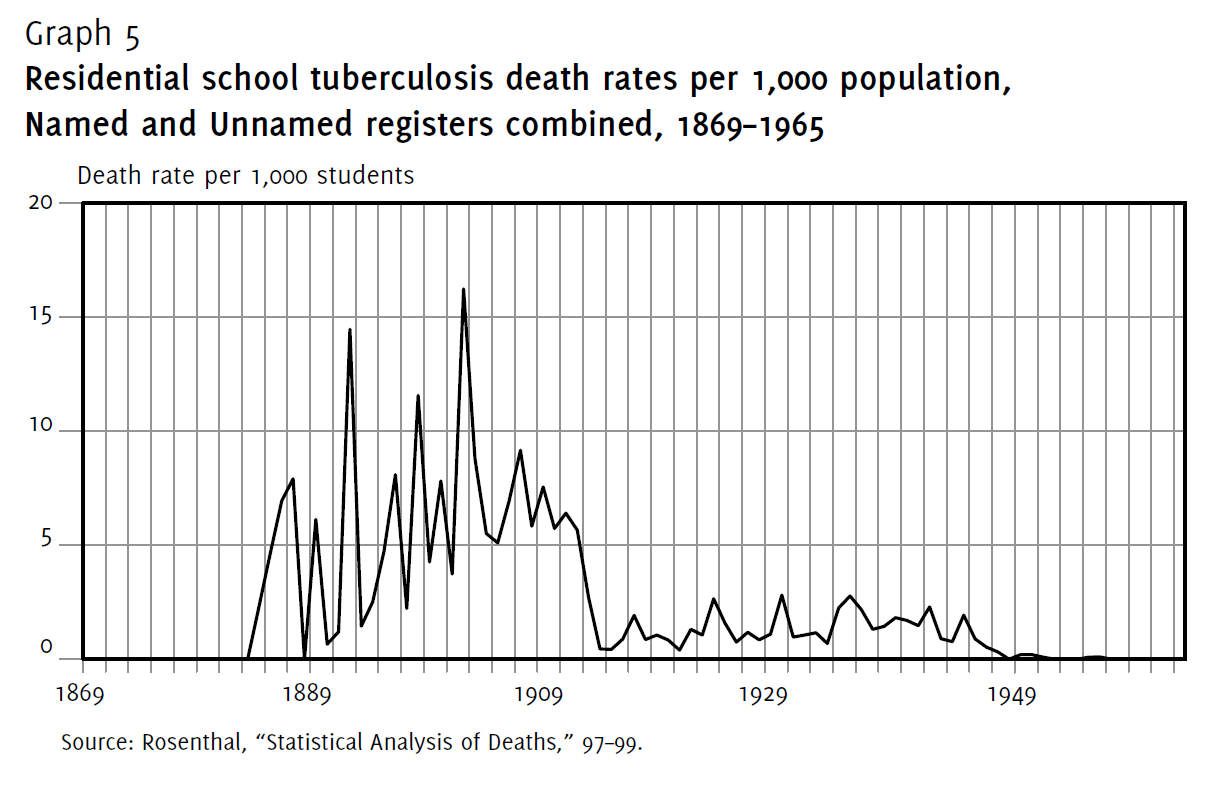
寄宿学校における結核死亡率（1869–1965年）

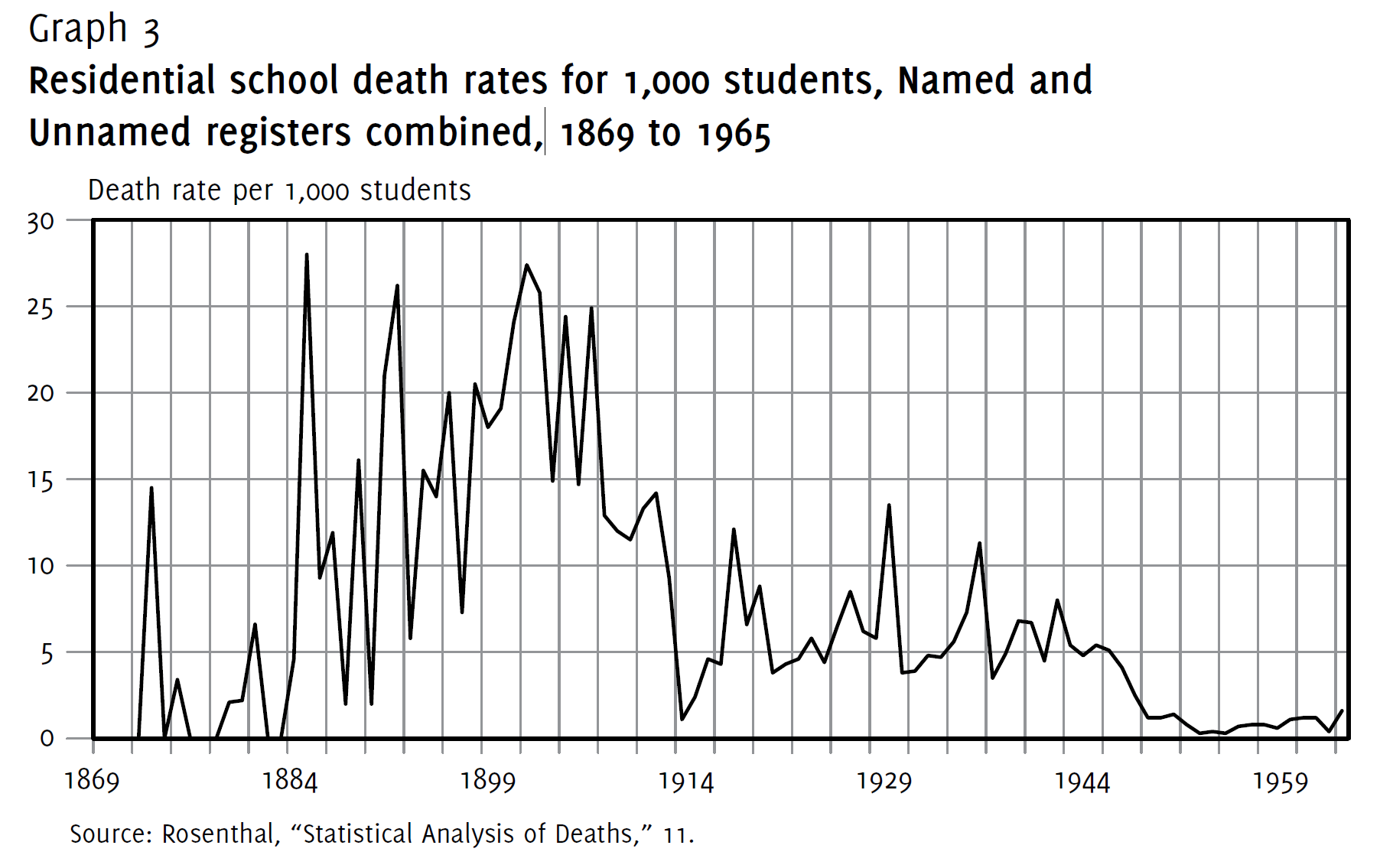
寄宿学校の生徒1000人あたりの死亡率（1869–1965年）

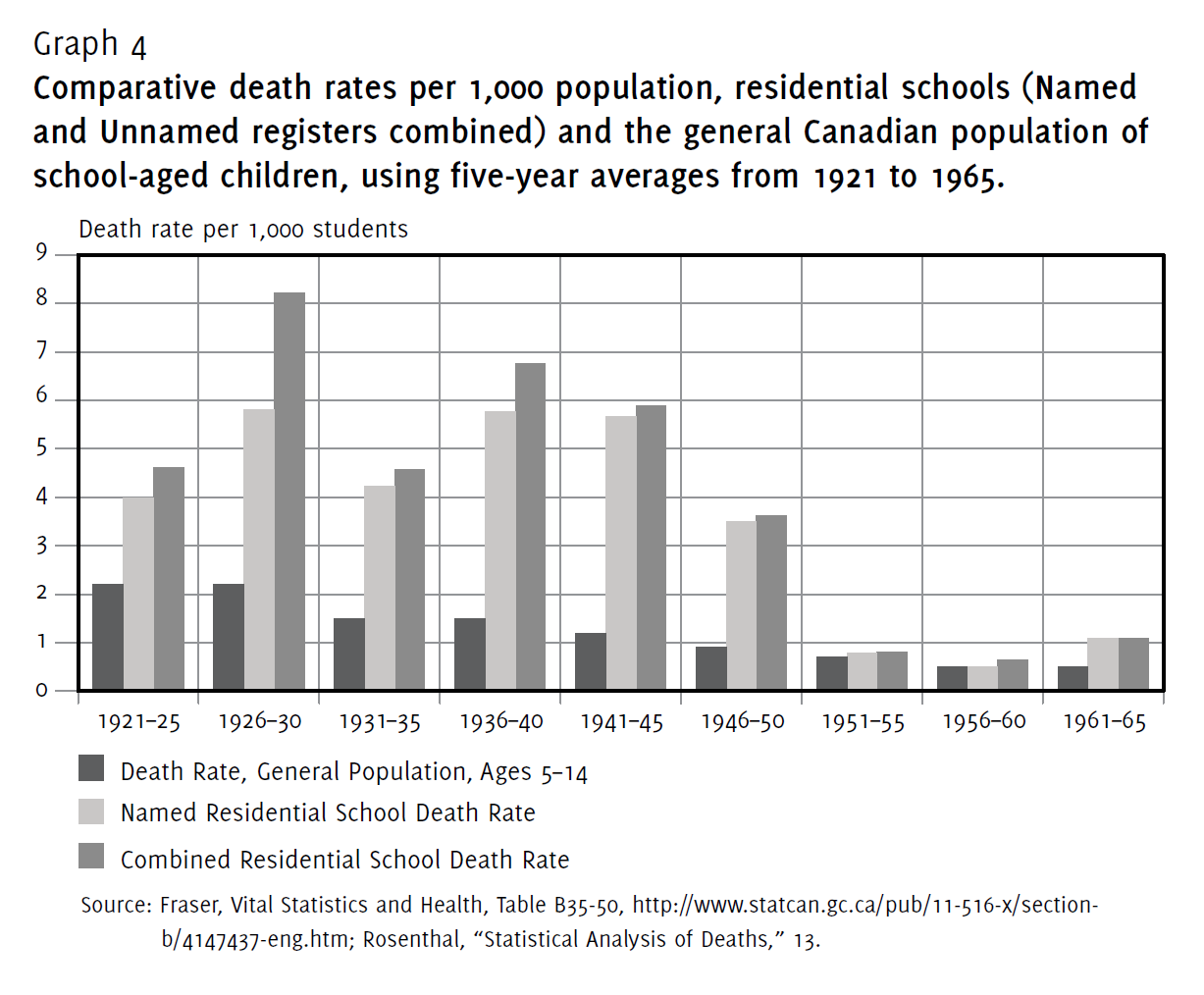
カナダの学齢児童の1,000人当たりの死亡率の比較（1921年–1965年）

### 衛生環境
寄宿学校の生徒の健康状態は、一般に極めて劣悪であった。真実和解委員会のマレー・シンクレア委員長は、寄宿学校において死亡した生徒の数を6千人以上と推定した。これは第二次世界大戦中にカナダの兵士が死亡する確率よりも高い。
学校は資金不足で過密状態であり、衛生上の問題を解決できず伝染病の温床となった。インフルエンザや結核の発生率が高く、ある学校では死亡率が69％に達した。連邦政策で入学者の数に応じて資金を補助したため、病気の子どもを入学させて数を増やし、病気を持ち込み広めることにつながった。不健康な子どもたちの問題は、学校自体の劣悪な状況によってさらに悪化した。高いストレスと栄養失調も、子どもたちの健康を害する一因となった。
1906年のインディアン省（現・国家先住民関係および北方問題省）の年次報告書で、主任医官ピーター・ブライスは「カナダの先住民人口は、全人口の2倍以上、州によっては3倍以上の死亡率である」と述べた。その原因の一つに結核を挙げており、寄宿学校の劣悪な環境が病気を広げる一因であると指摘した。1907年、ブライスは、それまで健康だったカナダ全土の先住民の子どもたちの24パーセントが寄宿学校で死亡していると報告した。
1920年と1922年、レジャイナの医師F・A・コーベットは、ブライスが報告したのと同様の結果を報告した。カルガリー近郊のサーシー寄宿学校では、33人の生徒全員が標準的な健康状態をはるかに下回っており、4人を除く全員が結核に感染しており、ある教室では16人の病気の子どもたちが、死にそうな状態で授業を受けることを強いられていた。

### 教育面
寄宿学校の生徒たちは、公立学校の一般生徒と同じような教育は受けていなかった。教育内容は、主に実用的な技術に重点が置かれ、女子は家事労働のために洗濯、裁縫、料理、掃除などを、男子は大工仕事、ブリキ細工、農作業などを教わった。多くの生徒はパートタイムで授業に出席し、残りの時間は学校のために働いた。多くの寄宿学校は慢性的に資金不足で、生徒らによる労働なしには運営できなかった。労働は過酷で、生徒の学問的・社会的発達を著しく損ねた。これらの労働によって授業時間は乏しくなり、しばしば低学年までの教育しか行われなかった。卒業となる18歳時点でもほとんどの生徒が5年生程度の教育レベルであった。多くの卒業生は、教育訓練が不十分であったために、職を得ることができなかった。サスカチュワン州のバトルフォード産業学校に5年間収容された生徒の父親は、「息子は英語を読むことも話すことも書くこともできず、ほとんどすべての時間を牛の世話と牧畜に費やした。そのような仕事は家でもできる」と説明した。

### 家族からの分離・隔絶
政府の先住民担当部局の委員であったヘイター・リードは、両親や家族の訪問を困難にするために学校を保護区から遠くへ移すべきだと主張した。また、彼は学校の休み時間や休日に子供たちが帰宅することに反対した 。
面会は、刑務所と同様に学校側が厳しく管理した。保護者の面会を完全に拒否する学校もあった。また、学校関係者の立会いのもと、英語での会話を要求され、英語が話せない親は子供と話すことができなかった。このような面会への障害は、1885年にノースウェストの反乱への対応として導入された通行証制度によってさらに深刻なものとなった。
　結果、対外的な運営実態においても、刑務所そのものとなり、（白人の子どもが通う）公立学校のような普通の教育機関とは、似ても似つかないものとなった。

### 児童に対する人体実験
十分な説明、また本人や両親の同意なしに、生徒らがいくつかの科学的研究実験に参加させられたことが学術的な研究と真実和解委員会の最終報告書の両方から指摘されている。これらの実験は、意図的に子どもたちを栄養失調にする先住民栄養実験、BCGワクチン試験、超感覚的知覚実験ほか、ビタミンDサプリメント、アメーバ駆除剤、イソニアジド、ヘモグロビン、夜尿症、指紋に関する研究が含まれていた。
　上記の各種人体実験によって生じた児童の健康被害、死傷者数、予後などは、ほとんど解明されていない。また、実験に関与した者への処罰も行われていない。

## 亡くなった子供たち
真実和解委員会は、インディアン省の方針として、関連費用のために子供の遺体を家に返すことを拒否し、代わりに埋葬の費用を学校に負担させたとしている。委員会は、生徒を無名の墓に埋める慣習もあり、死亡または行方不明の子供の数を確認することは不可能かもしれないと結論付けた。学校や政府関係者が、死亡した子どもの数や埋葬された場所について信頼できる数字を残すことを怠り、記録が不十分だったパターンもあり、作業はさらに複雑になっている。ほとんどの学校が敷地内に墓地を持っていたが、もともと標示されていた墓地が後に壊されたり、故意に隠されたり、上に建てられることが判明し、その場所や範囲を決定することは依然として困難である。
真実和解委員会の最終報告書の第4巻は行方不明の子供と無縁墓に特化しているが、これは2007年に委員会の当初のメンバーが、この問題には独自の作業部会が必要であると認識し作成されたものであった。2009年、委員会はこの作業を完了するために連邦政府に150万ドルの追加資金を要求したが拒否された。その後の研究で衛星画像と地図を用いて学校周辺の土地を捜索した結果、委員会が記録した墓地のほとんどは放棄され、手入れもされておらず、何かあればすぐに壊れてしまうような状態であると報告された。
2021年5月、ブリティッシュコロンビア州カムループスのトカムルプス先住民居住区にある寄宿学校跡地で、215人の子供のものと思われる遺骨が発見された。遺骨は地中レーダー専門家の支援で発見された。死亡は文書に残されておらず、関連記録がロイヤル・ブリティッシュコロンビア博物館に保管されているかどうかを確認する作業が進められている。
2021年6月23日、サスカチュワン州マリーバルのカウエセス先住民居住区にある寄宿学校跡地で推定751の無銘の墓が見つかった。
2021年6月30日、先住民族ローワー・クートニーは、ブリティッシュコロンビア州クランブルック近郊の聖ユージン・ミッション・スクールの近くで182の無名の墓が発見されたことを報告した。

## 資金難
連邦政府はコスト削減のため米国の寄宿学校のシステムを導入し、強制労働によって寄宿学校を経済的に自立させることを目指した。宣教師の人件費は安く、「ほぼ無費用で寄宿学校制度を運営できる」と政府は考えたのである。生徒は、自分たちが食べるほとんどの食べ物を育て、調理し、衣類の多くを作り、修理し、学校を維持することを期待されていた。ほとんどの学校では、生徒は半日勉強し、残りの半日で「職業訓練」を行うというシステムでこれを行った。このシステムは失敗し、学校は自立することはなかった。
1891年までに政府は、生徒一人当たり一定の資金を補助するシステムを導入した。この政策により競争が生じ、若すぎる、あるいは病弱すぎる生徒でも入学させることとなり健康危機を招いた。1911年、連邦政府は健康危機を緩和するために、一人当たりの助成金を増額した。1930年代には、世界恐慌と第二次世界大戦を通じて、この助成金は何度も削減された。1937年、一人当たりの助成金は生徒一人当たり年間平均180ドルであった。参考として、同等の教育機関の一人当たりの費用はマニトバろう学校642ドル、マニトバ少年院550ドル、米国チロッコ先住民農業学校350ドルであった。アメリカ児童福祉連盟は、良好経営の施設では一人当たりの費用は313ドルから541ドルであり、カナダは最低額の57.5％に過ぎないと述べた。一人当たりの費用に変化があったのは1950年代までで、それは取るに足らないものであったと考えられている。1966年、サスカチュワン州の寄宿学校の一人当たりの費用は694ドルから1,193ドルで、これはカナダの他の児童福祉施設が支払っていた金額の半分にも満たない額であった。
政府関係者は、多くの職員が清貧を誓う修道会や宣教師団体に属しているため、給与は比較的重視されないと考えていた。そのため、ほとんどすべての職員が低賃金であり、学校は職員の採用・確保に苦労していた。資金難により教育の質も著しく低下した。教師の多くは教職の資格を持たなかった。
世界恐慌の際、連邦政府の資金援助が削減された結果、生徒がその代償を払うことになった。1937年、カムループス先住民寄宿学校では、学校の酪農の乳量は50％減少した。連邦政府は、乳量を増やし、病気の動物を隔離するための牛舎を増築するための資金提供を拒否した。他の学校の酪農でも資金が不足していたため、牛乳は「子どもたちに出す脱脂乳」と分けられ、脂肪分は学校の資金源として販売される乳製品に回された。1939年、ケノラの長老派学校は、生徒からパン1斤につき10セントを徴収するようになった。

## 後遺症
寄宿学校の生存者とその家族は、歴史的トラウマに苦しみ、世代間の先住民文化の継承に永続的で悪影響を及ぼすことが判明している。グウェン・ライマーが率いた2010年の研究では、世代を超えて受け継がれる歴史的トラウマを、「先住民族のコミュニティが経験した累積的ストレスと悲しみが、文化の崩壊と無力と喪失の集合的記憶への変換」するプロセスとして説明している。このトラウマは、先住民の間で性的虐待、アルコール中毒、麻薬中毒、横暴、精神疾患、自殺が流行するなど、コロニー支配と寄宿学校の持続的な社会・文化の負の影響への説明に使われてきた。
2012年のファースト・ネーション地域健康調査の全国報告書では、寄宿学校出身の回答者はそうでない回答者よりも少なくとも1つの慢性的な病状と診断される可能性が高いことが判明した。ある報告では127人の生存者のうち、半数が犯罪歴を持ち、65パーセントが心的外傷後ストレス障害、21パーセントが大うつと診断され、7パーセントが不安障害、7パーセントが境界性人格障害と診断されていることが明らかとなった。
2014年の論文で、アニシナベの精神医学研究者エイミー・ボンベイは、寄宿学校に参加した人々の間で観察された負の効果に加えて、参加した人々の子供たちもまた、「よい状態」を得られないリスクが高いことを指摘した。少なくとも片方の親が寄宿学校出身の成人の37.2％が生涯に自殺を企てたのに対し、親が寄宿学校出身でない人では25.7％であった。先住民寄宿学校の生存者の子どもたちの間では、より高いレベルのうつ病の症状と心理的トラウマが明らかになった。

### 言語と文化の喪失
生徒が先住民の言語を話すことを許可した学校もあったが、先住民の言語と文化を抑圧することは、先住民の子どもたちを同化させるために使われる重要な戦術であった。多くの生徒が、入寮した当初は部族の言葉を流暢に話していた。ポトラッチやサンダンスなどの伝統的、精神的な活動も禁止された。生存者の中には、自分たちの言語を話すことが見つかると、拘束されたり石鹸を食べることを強要されたと報告している者もいる。コミュニケーションがとれないことは、家族が英語やフランス語を話せないことによって、さらに影響を受けた。寄宿学校を出た後、伝統的なアイデンティティを醜く汚れたものとみなされ、先住民であることを恥ずかしく思う生存者もいた。
生存者はまた、言語の喪失が最終的に文化の喪失につながると定義される文化的言語殺の影響に対処しなければならない。先住民の文化を伝える人々に対して寄宿学校制度がレッテルを貼ったために、現存する90の先住民言語のほとんどが絶滅の危機に瀕している。そのような言語の多くは曾祖父母が唯一の話者であると指摘されている。

## 謝罪
寄宿学校制度によって行われた過ちへの謝罪は1980年代に始まった。

### カナダ合同教会
1986年、カナダのあらゆる機関に先駆けて、オンタリオ州サドバリーのカナダ合同教会が初めて寄宿学校に対する謝罪を行った。1986年の第31回総会において、カナダ合同教会は、植民地化に加担したことについての謝罪文が採択された。ボブ・スミス師はこう述べた。
総会に出席した先住民族長老たちは、さらなる内容の改善が必要と考え、謝罪内容の受け入れは明確に拒否したが、謝罪文は受領した。1998年、教会は、寄宿学校制度で果たした役割について明確に謝罪した。カナダ合同教会を代表して、ビル・フィップス師はこう述べた。

### ローマ・カトリック教会
1991年、サスカトゥーンで開催された「先住民寄宿学校に関する全国会議」で、カナダの司教と学校に参加した宗教団体の指導者たちは、次のような謝罪文を発表した。
1991年7月、カナダのカトリック系住民学校の大部分を運営していた宣教修道会であるカナダ・オブレート会の当時の会長であるダグラス・クロスビーは、約25,000人の先住民に次のように謝罪した。
クロスビーはさらに「家族を構成する深い信頼と連帯に再び立ち返る」必要性を誓った。「私たちは過去の傷を越える道が長く険しいかもしれないことを認識しているが、その道を先住民とともに旅することを新たに誓う」と述べた。
1993年5月16日、アイダホで、イエズス会の当時の総長ピーター・ハンス・コルベンバッハは、西部宣教におけるイエズス会の行動と、教会が部族の習慣、言語、精神性に対して無神経だったことについて謝罪を発表した。

#### ローマ教皇
2009年、カナダからの40人のファースト・ネーションの代表と数人のカナダの司教の代表団は、寄宿学校のシステムで起こった虐待に対する謝罪を得るために、教皇ベネディクト16世と私的な会談を持った。アセンブリ・オブ・ファースト・ネーションズのフィル・フォンテーヌ大酋長（当時）とTlʼaztʼen Nationのエドワード・ジョン酋長が同席していた。バチカンは、教会の寄宿学校における役割と「一部の教会員の嘆かわしい行為」についての公式に悲しみの表明を発表した。
CBCニュースのインタビューでフォンテーヌは、教皇が学校の生存者の苦しみを認めたことに関して、「その意味で、私たちが確かに求めていた謝罪があったと思います」と述べた。2021年6月6日、フォンテーヌは教皇ベネディクト16世の声明について「心強い」としながらも「私は教皇から完全な謝罪があるべきと強く信じています」と自分の考えを述べ直した。
真実和解委員会の2015年の報告書では、教皇ベネディクト16世の2010年のアイルランドへの司牧書簡と同様の謝罪を教皇がカナダの地で行うよう求めた。
2017年5月29日、ジャスティン・トルドー首相は、2009年にローマ法王ベネディクト16世が出した悲しみの表現ではなく、寄宿学校制度のすべての生存者に対する公的謝罪を教皇フランシスコに求めた。トルドーは、カナダで謝罪文を発表するよう教皇を招いた。謝罪の約束は行われなかったが、教皇が疎外された人々を生涯にわたって支援に取り組み、トルドーやカナダの司教と協力して今後の方法を確立することに関心を示したことを述べた。
2022年4月1日、バチカンにおけるファースト・ネーションの代表団と教皇との会談の中で、教皇フランシスコは、カナダの先住民寄宿学校制度におけるローマ・カトリック教会の一部のメンバーの行為について謝罪した。

### 英国国教会
1993年8月6日、オンタリオ州ミナキで開催された全国聖職者会議にて、マイケル・ピアーズ大主教はカナダ聖公会を代表して寄宿学校の生存者に謝罪した。

### 長老派
1994年6月9日、カナダ長老派教会は、6月5日にトロントで開かれた第120回総会で、寄宿学校における自らの役割を認め、許しを求める告白を採択した。この告白は10月8日にウィニペグで行われた式典で発表された。

### カナダ政府

#### カナダ王立騎馬警察
2004年、王立カナダ騎馬警察長官のジュリアーノ・ザッカデッリは、先住民族会議との最初の公安議定書に署名する直前、騎馬警察を代表し、先住民寄宿学校制度における役割について「私は王立カナダ騎馬警察の長官として、私たちが寄宿学校制度で果たした役割、そして寄宿学校で行われた虐待について、本当に申し訳なく思っています」と述べ謝罪の意を表明した。

#### 連邦政府
2007年、2005年にポール・マーティン首相政府によって先住民寄宿学校和解協定が受け入れられた後、活動家たちはスティーヴン・ハーパー首相政府に謝罪するよう要求した。ハーパー政権は、謝罪は協定の一部ではないとして拒否した。2007年5月1日、ピーター・バランタイン・クリー族のゲリー・メラスティ議員が謝罪動議を提出し、全会一致で可決された。
2008年6月11日、スティーブン・ハーパー首相は現内閣を代表して、先住民代表の聴衆の前で、またカナダの公共放送CBCテレビジョンで全国放送された演説で、過去の政府の同化政策について公式に謝罪した。首相は、寄宿学校制度の周知の行き過ぎに対してだけではなく、制度そのものを作り出したことに対しても謝罪した。ハーパーはこの演説を下院で行ったが、全体委員会という手続き上の措置によって、議会のメンバーではない先住民の指導者たちが議場で謝罪に応答することができるようにした。
ハーパーの謝罪は、連邦制以前の行為について政府が責任を負うべきでないという理由で、ニューファンドランド・ラブラドール州を除外した。ニューファンドランド・ラブラドールには、セントアンソニー、カートライト、ノース・ウエスト・リバー、ネーン、マコビックに居住地があった。これらの学校は、国際グレンフェル協会とドイツ・モラヴィア宣教師によって運営されていた。政府は、これらの学校はインディアン法の支援のもとに作られたものではないので、真の寄宿学校ではないと主張した。1,000人以上の生存者がこれに同意せず、2007年に政府に対して補償を求める集団訴訟を起こした。ほぼ10年後の2016年に訴訟が決着した時には、数十人の原告が亡くなっていた。弁護士は、最大で900人の元生徒が補償されると予想していた。
2017年11月24日、ジャスティン・トルドー首相は、ニューファンドランド・ラブラドール州ハッピーバレー・グースベイでの式典の中で、かつてのイヌ族、イヌイット、ヌナツカブト族の生徒らとその家族に対して正式な謝罪を行った。彼は生徒たちが複数の形態の虐待を経験し、その扱いを学校制度を形成した植民地の考え方に結びつけていたことを認めた。トルドーの謝罪は、ニューファンドランド・ラブラドール州の生存者と全国の学校の出席者をつなぐ癒しのプロセスの重要な部分として、トビー・オベドが寄宿学校の生存者の代表として受け取った。イヌ族のメンバーはあまり受け入れられず、式典に先立って謝罪を拒絶した。大酋長グレゴリー・リッチは、「カナダがイヌ族に何をしたか、今も何をしているかをまだ理解していない」と発表した声明の中で指摘し、イヌ族のメンバーが謝罪を求めているのは寄宿学校で彼らが経験したことだけではないことを示した。

### 地方
2015年6月22日、アルバータ州のレイチェル・ノートリー首相は、アルバータ州とカナダの他の地域の先住民に対して政府が行った過ちに対処し始めるために、閣僚声明として正式な謝罪を行った。ノートリーは連邦政府に対して、カナダで行方不明になり殺害された先住民女性に関する調査を同時に行うよう要求した。州政府はまた、先住民コミュニティの州の指導者との関係を構築する意図を表明し、先住民文化の歴史を含めるために州のカリキュラムを改正する方向とした。
2015年6月18日、マニトバ州のグレッグ・セリンジャー首相は、「シックスティズ・スクープ」における政府の役割について正式な謝罪を発表した最初の政治家となった。1960年代に何千人もの先住民の子供たちを両親から強制的に連れ去るという大規模な養子制度の被害者に対して、サスカチュワン、マニトバ及びオンタリオ州政府に対して集団訴訟が起こされている。先住民の指導者たちは、謝罪は歓迎するが、本当の意味を持つためには、連邦政府の謝罪、家族の再会、補償、被害者のためのカウンセリングなどの行動が言葉に伴わなければならないと主張した。
2016年5月30日、オンタリオ州首相のキャスリーン・ウィンは、州政府を代表して、寄宿学校で行われた被害についてオンタリオ州議会で謝罪した。先住民との和解に対するオンタリオ州の取り組みを確認し、彼女は学校制度を「カナダの歴史における最も恥ずべき章の一つ」であると認めた。ウィンはオンタリオ州政府が教育イニシアチブに2億5000万ドルを投じ、先住民族問題省を先住民関係・和解省に改名することも発表した。さらに、11月の第1週を条約認識週間として周知することも発表された。

### エリザベス2世に謝罪するよう求める声
2008年2月21日、マニトバ州北部の30の先住民コミュニティを代表するマニトバ・キーワティヌーク・イニニュー・オキモウィン部族評議会は、エリザベス2世にカナダの寄宿学校について謝罪するよう要請した。同協議会の大酋長シドニー・ガリオックは、この要請を記した手紙をバッキンガム宮殿に送った。
2021年7月1日のカナダ・デーにウィニペグで、マニトバ州議会前のヴィクトリア女王とエリザベス2世の像が破壊され、倒された。ヴィクトリア女王像の頭部は取り外され、アシニボイン川に投げ込まれた。像の倒壊後、ウィニペグ大学の社会学准教授キンバリー・ドゥシーが、エリザベス2世に、英国王政が寄宿学校の設立に果たした役割について謝罪するよう要求した。

### 大学
2011年10月27日、マニトバ大学のデイビッド・バーナード学長は真実和解委員会に対し、この大学が寄宿学校制度を運営する人々を教育する役割を果たしたことを謝罪した。ウィニペグ・フリー・プレス紙によると、カナダの大学が寄宿学校の役割を果たしたことについて謝罪したのはこれが初めてだという。
2018年4月9日、ブリティッシュコロンビア大学（UBC）は、先住民寄宿学校歴史・対話センターをウィニペグに開設した。開所式では、UBCのサンタ・オノ学長が、寄宿学校の被害者や大酋長エドワード・ジョン、カナダ司法大臣ジョディ・ウィルソン＝レイボールドら要人に対して謝罪した。オノは、この制度を運営した政策立案者や管理者をUBCが養成したことを謝罪し、次のように述べた。

## 和解

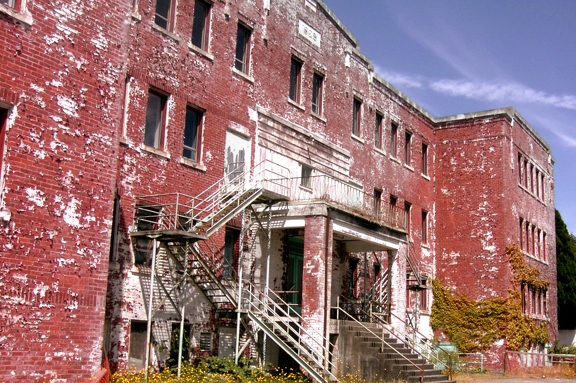
ブリティッシュコロンビア州アラート・ベイにある旧セントマイケルズ寄宿学校。先住民の伝統的な土地に建っていた。2015年2月に取り壊された。

1990年夏、カネサタケ・モホーク族は、政府が先住民の土地所有権を尊重せず、ケベック州オカのモホークの伝統的な領土を認めていないことについて政府に立ち向かった。この土地問題は、メディアによって「オカの危機」と呼ばれ、先住民のコミュニティや彼らの懸念に対するカナダ政府の対応について批判的な議論を巻き起こした。この事件を受けて、当時のブライアン・マルルーニー首相は、政府の4つの責任を強調した。モホーク族の行動は、ミーチレイク合意に関する先住民指導者の反対意見とともに、カナダにおける先住民の地位を調査するための先住民族王立委員会の設立につながった。1996年、王立委員会は有意義で行動に基づいた和解のためのビジョンを含む最終報告書を提出した。

### 教会のプロジェクト
1975年、聖公会、ローマカトリック教会、合同教会が他の6つの教会とともに、「カナダ社会と先住民族の人々との関係の変革」を目的として、後に先住民族権利連合（ARC）と呼ばれるプロジェクトを結成した。以下の項目を目標とした。
- カナダにおける先住民族の土地と条約の権利の承認
- 自決権など、カナダ憲法で認められ、裁判所でも支持されている先住民族の歴史的な権利を実現すること
- 適切な住宅、教育、医療、適切な法制度に対する権利を含む、社会的権利の侵食を回復すること
- 先住民族の人々、キリスト教社会、カナダ社会の間の和解を求めること
- カナダにおける先住民族および社会正義に向けた行動のための道徳的および精神的基礎を明確にすること
- 先住民族のコミュニティと環境を脅かす開発および軍事プロジェクトに反対すること。
- ジュビリーの中で先住民族の正義を促進すること

また、教会は、寄宿学校の遺産について話し合い、先住民と非先住民がコミュニケーションをとり、相互理解を深めるための環境を醸成することを目的としたワークショップなど、和解のための取り組みを行っている。
2014年に、連邦政府はAHFや国立先住民族保健機構などの先住民健康組織への資金提供を打ち切った。それ以来、これらの癒しの努力に積極的に参加することを持続するために、教会にさらなる圧力がかかっている。
1992年、カナダ聖公会は、寄宿学校に関連した癒しの継続的な必要性に応えるために、癒しと和解のための聖公会癒し基金を設立した。1992年から2007年にかけて、この基金は705のプロジェクトに向けて800万ドル以上を資金提供した。
1997年10月、カナダ・カトリック司教会議（CCCB）は、翌年の和解・連帯・交わりのための協議会の設立に合意した。2007年、同評議会はカトリック・先住民族評議会となった。1999年11月30日、CCCBはフィル・フォンテーヌ大酋長が代表を務めるアセンブリ・オブ・ファースト・ネーションズと協定を締結した。
2000年代には、連合教会は癒しのイニシアチブを支援するために正義と和解基金を設立し、長老教会は癒しと和解プログラムを設立している。

### 金銭的補償
1998年1月、カナダ政府は「和解の声明」を発表し、寄宿学校時代に性的・身体的虐待を受けた人々への謝罪を含め、先住民族ヒーリング財団（AHF）を設立した。この財団には、身体的・性的虐待の遺産に取り組む地域ベースの癒しプロジェクトに資金を提供するために3億5000万ドルが提供された。2005年の予算で、カナダ政府はAHFの活動を支援するために4000万ドルの追加を約束した。財団の連邦資金は、2010年にスティーブン・ハーパー政府によってカットされて、運営予算がない134の国の癒し関連のイニシアチブが残った。AHFは2014年に閉鎖された。元AHF事務局長のマイク・デガンは、AHFの支援の喪失が、アタワピスカット先住民族における自殺などの精神衛生上の危機への対処にギャップを生んだと述べている。
2001年6月、政府は独立した寄宿学校問題の専門部局を設立し、寄宿学校に関するファイルを管理するようになった。2003年、裁判外紛争解決手続（ADR）が、健康支援、記念事業の要素、訴訟のための戦略を含むより大きな国家解決枠組みの一部として開始された。ADRは「民事訴訟手続きを経ずに、性的虐待、身体的虐待、強制収容の特定の申し立てを解決するための任意のプロセス」として設計されている。先住民コミュニティや元寄宿学校の生徒と協議することなく、カナダ政府によって作られたものである。また、ADR制度は、虐待の発生と故意であることを証明する責任を元生徒に負わせ、その結果、元生徒たちは、この制度を利用するのは困難で、再トラウマ化し、差別的であると感じている。2004年、アセンブリ・オブ・ファースト・ネーションズ（AFN）は、ADRを批判する報告書を発表し、特に、生存者が教会に対する訴訟なしに自動的に補償金を全額受け取れないこと、失われた家族、言語、文化に対する補償がなされていないことを強調した。カナダ下院の先住民族問題・北方開発常任委員会は2005年4月に独自の報告書を発表し、ADRは「過度に費用がかかり、不適切に適用された失敗であり、大臣とその職員は説得力のある抗弁をすることができない」と認定した。報告書の発表から1ヶ月以内にカナダ最高裁は学校関係者に集団訴訟を起こす権利を認め、最終的には政府による補償プロセスの見直しにつながった。

### 先住民寄宿学校和解合意（IRSSA）
1996年11月、先住民族に関する王立委員会（RCAP）は、440の勧告を含む4000ページに及ぶ最終報告書を発表した。寄宿学校は、その中の1章のテーマであった。これ以降、多くの元生徒らによる集団訴訟が提起されるようになった。
2001年、これらの集団訴訟を解決するため、連邦政府は専門部局「Indian Residential Schools Resolution Canada」（IRSRC）を設置した。
2005年11月23日、カナダ政府は、数万人の元生徒を救済するために19億ドル以上の補償パッケージを発表した。AFNの全国代表フィル・フォンテーヌは、このパッケージは「数十年の時間、無数の出来事、ファースト・ネーションの個人とコミュニティに対する無数の傷」をカバーするものだと述べた。アーウィン・コトラー司法大臣は、子供を寄宿学校システムに入れたことは「我々の歴史の中で最も有害、不名誉、人種差別的行為」だったと指摘し、補償決定を賞賛した。オタワでのニュース会見でアン・マクレラン副首相 は「我々は、寄宿学校の遺産について公正かつ永続的な解決になると私が固く信じるものを提供するために、我々の共有する決意を実行に移した」と述べた。。
2006年5月8日、先住民寄宿学校和解合意（Indian Residential Schools Settlement Agreement、IRSSA）が発表された。これは、カナダ政府と、寄宿学校制度に在籍した約8万6000人の生徒との間の合意である。 IRSSAは寄宿学校が与えた被害を認識し、すべての寄宿学校生徒に対してCEP（Common Experience Payment）と呼ばれる補償パッケージを確立した。この合意はカナダ史上最大の集団訴訟和解であった。 
2007年9月に先住民寄宿学校和解合意が発効した。補償額は、特定の元生徒が寄宿学校に居住した年数に基づいていた。居住した最初の年（そこに居住した1泊から通学年まで）に1万ドル、その後1年ごとに3千ドルであった。また、性的、身体的、精神的虐待に対する補償を提供するために、ケースバイケースで、裁判によらない解決プロセスである独立評価プロセス（IAP）も盛り込まれた。IAPプロセスは、ADRプログラムに基づいて構築され、元生徒からのIAP請求はすべて裁定者によって審査された。IAPは2007年9月19日にすべての元寄宿学校の生徒が利用できるようになった。身体的・性的虐待を含む請求は、最高27万5千ドルまで補償された。2016年9月30日までに、IAPは36,538件の請求を解決し、31億ドルの補償金を支払った。
IRSSAはまた、2005年5月30日の時点で生存しており、65歳以上である元生徒を対象とした前払いを提案した。IRSRCによる前払い申請の受付期限は2006年12月31日であった。カナダの州・準州の裁判所によるIRSSAの審査など法的手続きを経て、「オプトアウト」期間が発生した。この間、寄宿学校の元生徒は、その処分に同意しない場合、協定を拒否することができた。このオプトアウト期間は2007年8月20日に終了し、約350人の元生徒がオプトアウトした。2012年12月までに、合計16億2000万ドルが、対象となった8万人の98パーセントにあたる7万8750人の元生徒に支払われた。2014年には、CEPから残されたIRSSAの資金が、生存者とその家族の教育クレジットに提供された。

### 真実和解委員会
2008年、「真実和解委員会（TRC）」が設立され、カナダ全土を回り寄宿学校制度の影響を受けた人々の証言を集めた。TRCは2015年に、生存者の証言と当時の歴史的文書を詳述した6巻4,000ページ超の最終報告書を出版した。それは、真実と和解のための国立センターの設立につながった。
TRCの要旨は、同化は文化的ジェノサイドに相当すると結論付けている。カナダ政府が先住民に対して物理的、生物学的な大量虐殺を行ったかどうかについての議論は未解決のままである。
TRCの結論に付随した94の行動要請の中には、すべてのカナダ人が寄宿学校制度についての教育を受け、認識を持つことを保証するための勧告が含まれていた。マレー・シンクレア判事は「我々の要素の多く、勧告の多く、行動への呼びかけの多くは、実際にはカナダ社会を対象としている」と述べ、この勧告が政府の行動を促すことだけを目的としているのではなく、すべてのカナダ人が果たすべき役割を持つ和解に向けた集団的な動きであると説明した。。
また、TRCの「行動への呼びかけ」の一部として、寄宿学校の遺産に関する資料の保存が強調された。寄宿学校の虐待の証拠や証言については、地域団体や他の利害関係者が様々な形で文書化あるいは破棄を主張してきた。2016年4月4日、オンタリオ州控訴裁判所は、個々の請求者が文書のアーカイブ化を要求しなければ、IAP和解に関わる文書は15年後に破棄されると判決を下した。この訴訟の中で、連邦政府と真実和解委員会は、寄宿学校の歴史的記録を保存するために、適切な保護措置を講じた上で文書を保管すべきであるとし、文書の破棄を主張した一方、カトリック系団体は破棄を主張した。
2017年3月、カナダ保守党議員で先住民問題常設委員会の委員であったは、TRCの最終報告書が寄宿学校のプラス面を省いていると不支持の声を上げた。ベヤクの言論の自由の権利は一部の保守派上院議員によって擁護されたが、彼女の発言内容は先住民・北部問題大臣のキャロライン・ベネットや新民主党のリーダー、トム・マルケアーなど野党のメンバーによって広く批判された。聖公会も懸念を示し、主教フレッドヒルツとマークマクドナルドが共同署名した声明で「子供が行方不明になり、届け出がないのは良いことではない」「先祖代々の家から遠く離れた無名の墓に子供たちを埋葬することも良いことではない」と述べた。保守党指導部は彼女のコメントが党の見解と一致していないことを強調し、上院委員会からベヤクを削除した。

### 教育的取り組み
多くのコミュニティにとって、かつて寄宿学校のあった建物は、この制度の遺産を思い出させるトラウマとなっており、取り壊し、遺産としての位置づけ、癒しのプロセスに敷地を組み込む可能性が議論されている。2016年7月、旧モホーク研究所寄宿学校の建物は、寄宿学校の遺産に関する展示がある教育センターに改造されると発表された。オンタリオ州の先住民関係・和解担当大臣であるデイビッド・ジマーは「その存在は、植民地化と寄宿学校制度の人種差別を常に思い出させるものであり、カナダの歴史における最も暗い章の一つである」と述べた。
和解の努力は、カナダのいくつかの大学でも行われている。2015年にレイクヘッド大学とウィニペグ大学は、先住民の文化と歴史に焦点を当てた全学部生向けの必修科目を導入した。同じ年にサスカチュワン大学は、カナダの大学の管理者、学者、先住民コミュニティのメンバーが、TRCの行動要請に対してカナダの大学がどのように対応することができ、どのようにすべきかを議論する2日間の全国フォーラムを主催した。
2017年4月1日、ブリティッシュコロンビア大学（UBC）バンクーバーキャンパスの敷地内に、「和解ポール」と題された17メートル（56フィート）のポールが掲げられた。ハイダ族の名工で世襲の酋長であるジム・ハートが彫ったこのポールは、寄宿学校制度の運営前、運営中、運営後のストーリーを伝えている。カナダの寄宿学校で亡くなった子供たちを表すために使われた数千本の銅の釘と、カナダ・イヌークの監督ザカリアス・クヌク、マリシートのアーティスト、シェーン・ペリーダッチャー、コースト・サリッシュのアーティスト、スーザン・ポイントなど複数の先住民コミュニティのアーティストによって刻まれた寄宿学校の生存者の描写が特徴的である。
2016年10月、カナダのシンガーソングライターのゴード・ダウニーは、オジブワの少年チャニー・ウェンジャックの寄宿学校からの逃亡と死に関するコンセプトアルバム『シークレット・パス』をリリースした。グラフィックノベルとアニメーション映画による作品で、CBCテレビで放映され、収益はマニトバ大学の「真実と和解のための国立センター」に寄付された。2017年10月のダウニーの死後、ダウニーの弟マイクは、教材を教室で使用した4万人の教師がおり、これを継続することを望んでいると述べた。2017年12月、ダウニーはカナディアン・プレスによってカナディアン・ニュースメーカー・オブ・ザ・イヤーに選ばれたが、その理由の1つは、寄宿学校の生存者の和解活動に対する彼の取り組みにあった。

### 真実と和解のためのナショナル・デー
真実和解委員会の最終報告書の行動呼びかけの第80項は、政府が、生存者とその家族、コミュニティを称えるため、法定休日となる「真実と和解のためのナショナルデー」を指定することであった。政府は新しい国民の祝日として3つの候補日を検討し、協議の結果、オレンジシャツデーが記念日として選ばれた。
オレンジシャツデーは、政府が祝日にしようとする以前からあった。2013年、寄宿学校の同窓会で、生存者のフィリス・ジャック・ウェブスタッドが自分の話をしたのが始まりであった。彼女は、祖母が学校に行くために新しいオレンジ色のシャツを買ってくれたが、寄宿学校に着いたとき、そのシャツは剥ぎ取られ、二度と戻ってこなかったと語った。他の生存者たちはプロジェクトを設立し、先住民の子供たちが寄宿学校に連れ去られた時期である2013年9月30日に、寄宿学校システムの犠牲者を追悼して地域の学校の生徒たちにオレンジ色のシャツを着るように呼びかけた。この祝日の実施はカナダ全土に急速に広まり、2017年にはカナダ政府が全カナダ人にオレンジシャツデーの実施に参加するよう奨励した。
2019年3月21日、ジョージナ・ジョリボア議員はオレンジシャツデーを法定休日にすることを求める法案を提出し、法案は下院を通過したが、法案が上院を通過して法律となる前に次の選挙が招集された。選挙後、スティーブン・ギルボーがオレンジシャツデーを法定休日とする法案を再提出した。2021年5月24日に旧カムループス先住民寄宿学校の敷地内で215人の子供の遺体が発見されたことを受け、議会は満場一致で法案を可決し、2021年6月3日に王室の承認を受けた。